# Guerra de las estatuas

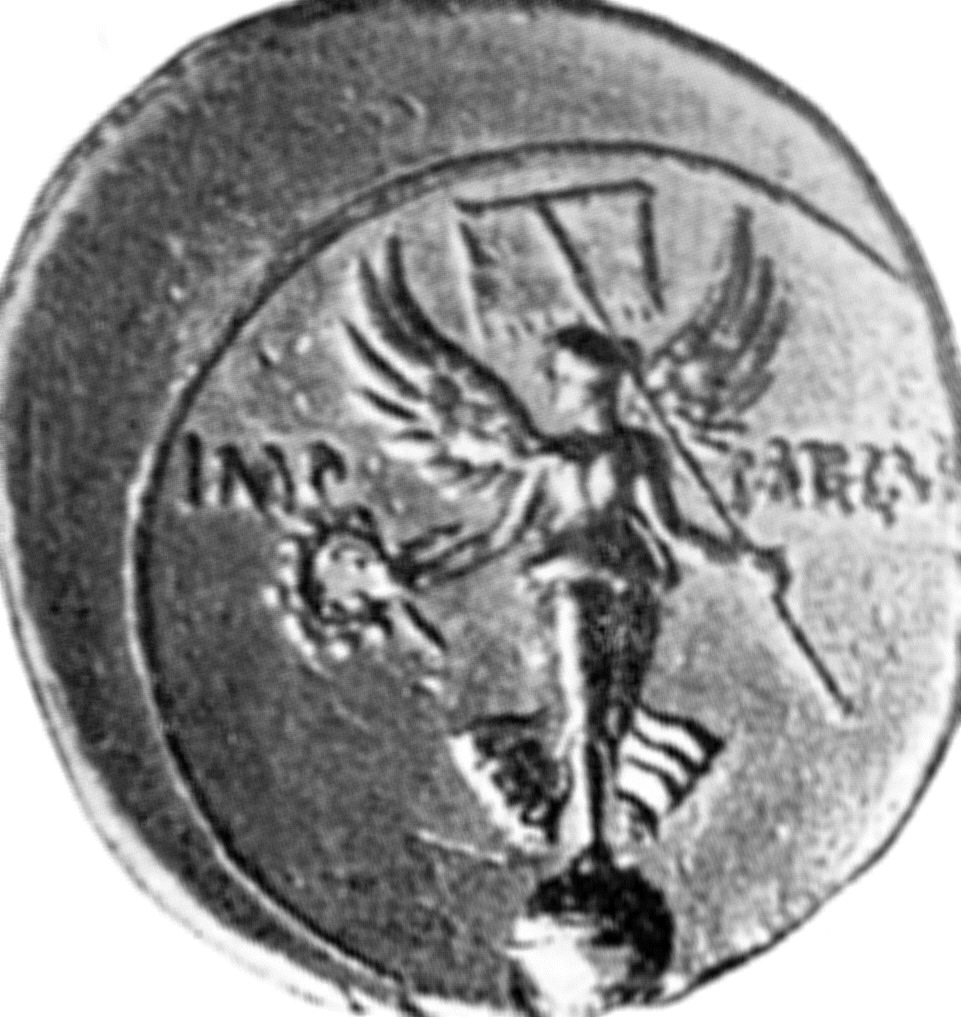
Quinario del Emperador Augusto con la imagen de la estatua de la Victoria. La imagen concuerda con la descripción hecha por Prudencio, en Libri contra Symmachum 2

La Guerra de las estatuas es un conflicto que se extendió durante el siglo IV d. C. en Roma respecto al destino de una estatua pagana llamada Estatua de la Victoria ubicada en la sede del Senado Romano, la Curia. Esta ofendía a los senadores cristianos que poco a poco ganaban poder en la vida política romana.
A medida que el cristianismo avanzaba, la sustitución de símbolos paganos por cristianos se hacía realidad no sin bastante oposición e incluso violencia, llevando incluso a la destrucción de auténticos tesoros como la reconstruida Biblioteca de Alejandría.
- Bajo Constancio II, hijo de Constantino, la estatua de la Victoria fue desalojada del senado.
- Juliano el Apóstata la volvió a colocar.
- Graciano la sacó de allí una vez más. Los senadores cristianos junto con San Ambrosio y el Papa Dámaso I consiguieron imponerse.
- El 384, con Valentiniano II volvieron a meter la estatua dentro.
- San Ambrosio logra sacarla de nuevo provocando casi una rebelión.
- Bajo Eugenio, la estatua vuelve a incorporarse al senado.
- Finalmente en 394, con Teodosio el Senado Católico triunfa definitivamente y la estatua es desterrada del senado para siempre.

Este hecho marca la victoria definitiva del cristianismo sobre el paganismo.